# Batalha de Villanueva de Barcarrota

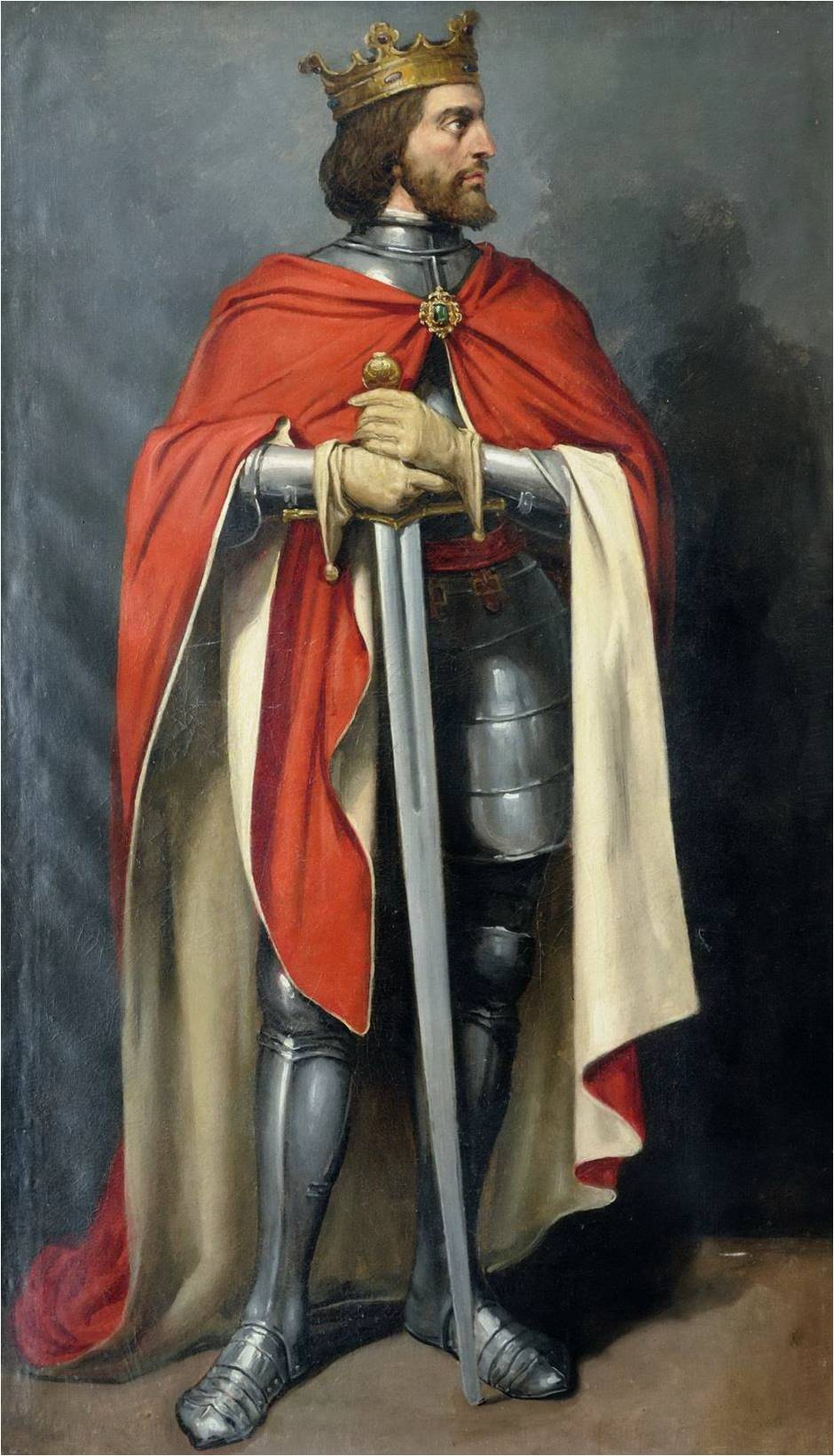
Rei

A batalha de Villanueva de Barcarrota foi travada em 1336 nos arredores de Villanueva de Barcarrota, na Estremadura espanhola, cerca de 50 km a sul de Badajoz, território da Coroa de Castela. Defrontaram-se tropas de Portugal, comandadas por Pedro Afonso de Sousa e as tropas de Castela, comandadas por Henrique Henriques, o Moço, João Alonso Peres de Gusmão e Pedro Ponce de León, o Velho, que estavam à frente da mesnada do concelho de Sevilha e das tropas do bispado de Jaén.
A batalha acabou numa derrota dos portugueses e, por conseguinte, o rei Afonso IV de Portugal, que tinha Badajoz sitiada, ordenou o levantamento do cerco e regressou a Portugal com as suas tropas. A batalha teve lugar no contexto da guerra luso-castelhana que começou em 1336 e que opôs Afonso IV e os seus aliados castelhanos João Manuel de Castela e João Nunes III de Lara a Afonso XI de Castela.

## Antecedentes
Em 1335 surgiu um conflito entre João Manuel e Afonso XI, rei de Castela, na qual foi envolvido Juan Nunes III de Lara, senhor de Lara e Biscaia. Alguns anos tinha-se combinado o casamento de Constança Manuel, filha de João Manuel, com o infante Pedro de Portugal (futuro Pedro I), filho de Afonso IV de Portugal. Este casamento tinha a oposição dos reis de Castela e de Aragão, pois o infante Pedro de Portugal estava comprometido com Branca de Castela, filha do defunto infante Pedro de Castela e de Maria de Aragão, filha do rei aragonês. No entanto, devido a uma doença de que padecia Branca, nem Afonso IV nem o seu filho queriam que o matrimónio se realizasse, pelo que o rei português aliou-se a João Manuel, Pedro Fernandes de Castro e João Nunes de Lara, João Afonso de Albuquerque a fim de conseguir que a filha de João Manuel pudesse ser levada para Portugal e, ao mesmo tempo, todos eles se comprometeram a fazer a guerra ao rei Afonso IX se ele não rompesse a sua relação com Leonor de Gusmão, pois a relação que mantinha com ela ofendia a sua legítima esposa, Maria de Portugal, filha de Afonso IV de Portugal, se não fossem restituídas a Maria Díaz de Haro as possessões que tinham pertencido ao seu pai e avós, ou se as terras de quaisquer deles fossem atacadas. . Porém, Afonso XI conseguiu que Pedro Fernandes de Castro e João Afonso de Albuquerque se demarcassem da conjura.

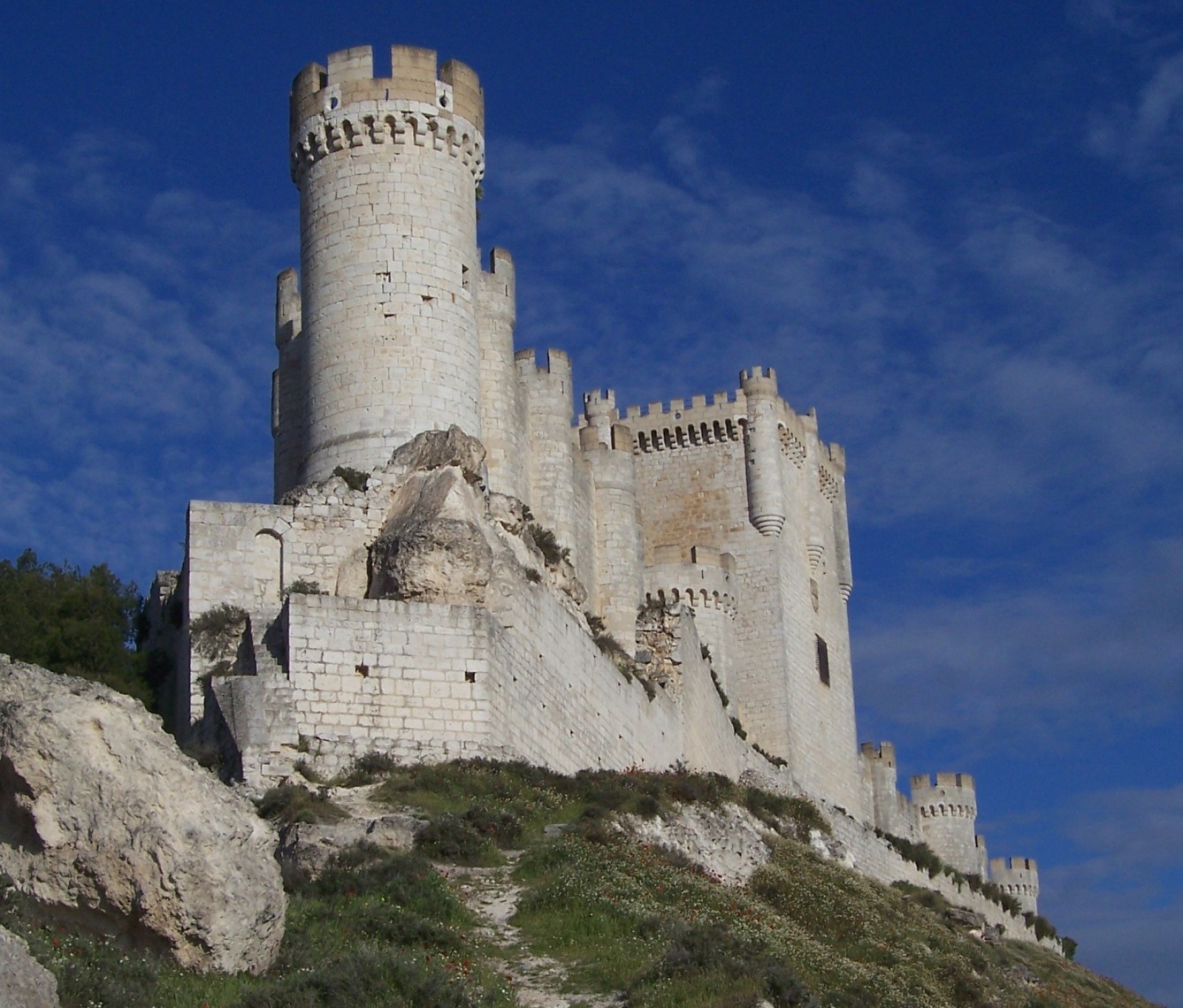
Castelo de Peñafiel

Em junho de 1336, o rei Afonso XI cercou a localidade de Lerma, onde se encontrava João Nunes de Lara, ao mesmo tempo que outros exércitos seus sitiavam Torrelobatón, Busto e Villafranca, além de ordenar aos mestres das ordens de Santiago e de Calatrava que fossem para onde fossem vistos com as suas tropas do castelo de Peñafiel, onde estava João Manuel, a fim de impedir que este socorresse o seu aliado João Nunes de Lara. Pedro Fernandes de Castro, senhor da Casa de Castro, cumprindo a palavra dada ao rei de ajudá-lo na luta contra João Manuel, dirigiu-se com as suas tropas para Peñafiel e desafiou-o a combater, mas João Manuel negou-se a fazê-lo e a abandonar a segurança proporcionada pela fortaleza onde se encontrava. Esta situação levou Pedro Fernandes de Castro a dirigir-se para Lerma, que continuava cercada pelo monarca castelhano.
A vila de Torrelobatón capitulou rapidamente diante das tropas do rei, impondo-se-lhe a condição de que nunca mais voltasse às mãos de João Nunes de Lara, que durante o cerco em que se encontrava em Lerma, rompeu de novo a sua vassalagem ao rei. O mesmo fez Afonso Teles de Haro, senhor de Cameros, que começou a chamar rei de Castela ao infante Pedro, filho e herdeiro de Afonso XI. Ao cerco de Lerma juntaram-se então Pedro Fernandes de Castro e João Afonso de Haro com tropas sob o seu comando, o que tornou a situação dos sitiados mais complicada. Afonso IV de Portugal, o Bravo, aliado de João Nunes de Lara e de João Manuel, ameaçou declarar guerra ao rei castelhano se ele não levantasse o cerco, enquanto João Manuel solicitava ao rei Pedro IV de Aragão que socorresse os sitiados em Lerma, mas não o conseguiu convencer o soberano aragonês a envolver-se no conflito, apesar de João Manuel lhe ter enviado uma carta onde recordava todas as ofensas feitas pelo rei castelhano-leonês ao próprio rei aragonês, a Joana Nunes de Lara e ao seu filho.

## Cerco de Badajoz

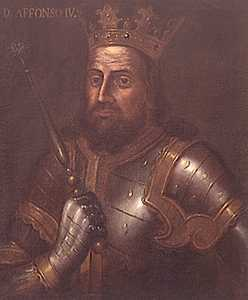
Rei

Quando o rei português soube que Afonso XI se negava a levantar o cerco a Lerma, entrou com as suas tropas em território da Coroa de Castela e montou cerco a Badajoz, esperando com isso obrigar o monarca castelhano a abandonar o cerco a Lerma. No entanto, Afonso XI prosseguiu com o assédio a Lerma e enviou mensageiros a Pedro Ponce de León, o Velho, a Álvaro Peres de Gusmão, o Velho e a Henrique Henriques, o Moço, ricos-homens de Castela, a fim de se juntarem com as suas tropas a Pedro Fernandes de Castro, a quem tinha ordenado que fosse socorrer os sitiados em Badajoz. Ao mesmo tempo, o monarca castelhano ordenou aos concelhos das cidades de Córdova, Sevilha, Trujillo, Plasencia, Cória e Cáceres, e a Rui Peres Maldonado, mestre da Ordem de Alcântara, que unissem as suas mesnadas às de Pedro Fernandes de Castro e que empreendessem prontamente marcha em direção a Badajoz, a fim d socorrer os sitiados. Segundo relata a “Crónica de Afonso XI”, a indisciplina das tropas de Pedro Fernandes de Castro foi notória e os seus homens provocaram grandes estragos nos locais por onde passaram a caminho de Badajoz.
Quando os ricos-homens e os concelhos foram informados que Badajoz estava sob assédio dos portugueses, aprontaram as suas tropas e prepararam-se para ir em socorro dos sitiados, apesar de ainda não terem recebido as mensagens enviadas por Afonso XI. Henrique Henriques, o Moço, senhor de Villalba de los Barros, bisneto do rei Fernando III de Castela e caudilho-mor do bispado de Jaén, saiu de Sevilha acompanhado pelas tropas do bispado e dirigiu-se a Villanueva de Barcarrota, situado menos de 50 km a sul de Badajoz. Logo que ali chegou começou fustigar os portugueses, impedindo que se abstecessem ao mesmo tempo que fazia incursões em território português, apoderando-se de numerosos bens, gado e cativos.

## Batalha de Villanueva de Barcarrota
Quando Afonso IV de Portugal, que continuava a assediar Badajoz, teve conhecimento das incursões de Henrique Henriques em território português ordenou a Pedro Afonso de Sousa, rico-homem do seu reino, que se dirigisse a Villanueva de Barcarrota, capturasse os castelhano-leonses que ali se encontravam e destruísse e incendiasse a vila.
Quando as tropas portuguesas chegaram à vista de Villanueva de Barcarrota, Henrique Henriques e os seus homens saíram da povoação com a intenção de combater, apesar da sua inferioridade numérica, mas não tiveram oportunidade para o fazer, pois os portugueses instalaram o seu acampamento num cume próximo e dali começaram a lançar pequenos ataques contra os castelhanos, que devido à sua inferioridade numérica não se atreveram a combater.
Enquanto portugueses e castelhanos esperavam, as mesnadas do concelho de Sevilha, comandadas por João Alonso Peres de Gusmão, senhor de Sanlúcar de Barrameda, e por Pedro Ponce de León, o Velho, senhor de Marchena e Bailén, chegaram às imediações de Villanueva de Barcarrota. Segundo a “Crónica de Afonso XI”, alguém que se encontrava na torre da igreja de Villanueva de Barcarrota viu a chegada das tropas de reforço, percebendo que eram castelhanas pelos seus pendões, e foi ao encontro delas para lhes comunicar a situação em que se encontravam Henrique Henriques e os seus homens. O mesmo indivíduo disse aos dois comandantes que se atacassem rapidamente os portugueses, poderiam vencê-los, pois eles não estavam preparados para entrar em combate.
Aprontadas para o combate, as tropas recém-chegadas puseram-se em marcha para enfrentar as hostes portuguesas, que se puseram em fuga quando se aperceberam da chegada dos reforços castelhanos. Logo em seguida, as tropas de Henrique Henriques que se encontravam perto dos portugueses começaram a persegui-los, antes dos homens de João Alonso Peres de Gusmão chegassem a entrar em combate. Começou então um massacre do exército português, que segundo o relato da “Crónica de Afonso XI”, foi perseguido ao longo de mais de 10 km. Durante esta perseguição, a infantaria portuguesa foi quase completamente exterminada, tendo também morrido numerosos cavaleiros portugueses. Ao anoitecer, as tropas castelhano-leonesas regressaram a Villanueva de Barcarrota e os seus comandantes tiveram conhecimento que as tropas do concelho de Córdova tinham saído da sua cidade e dirigiam-se para Barcarrota.

## Consequências da batalha

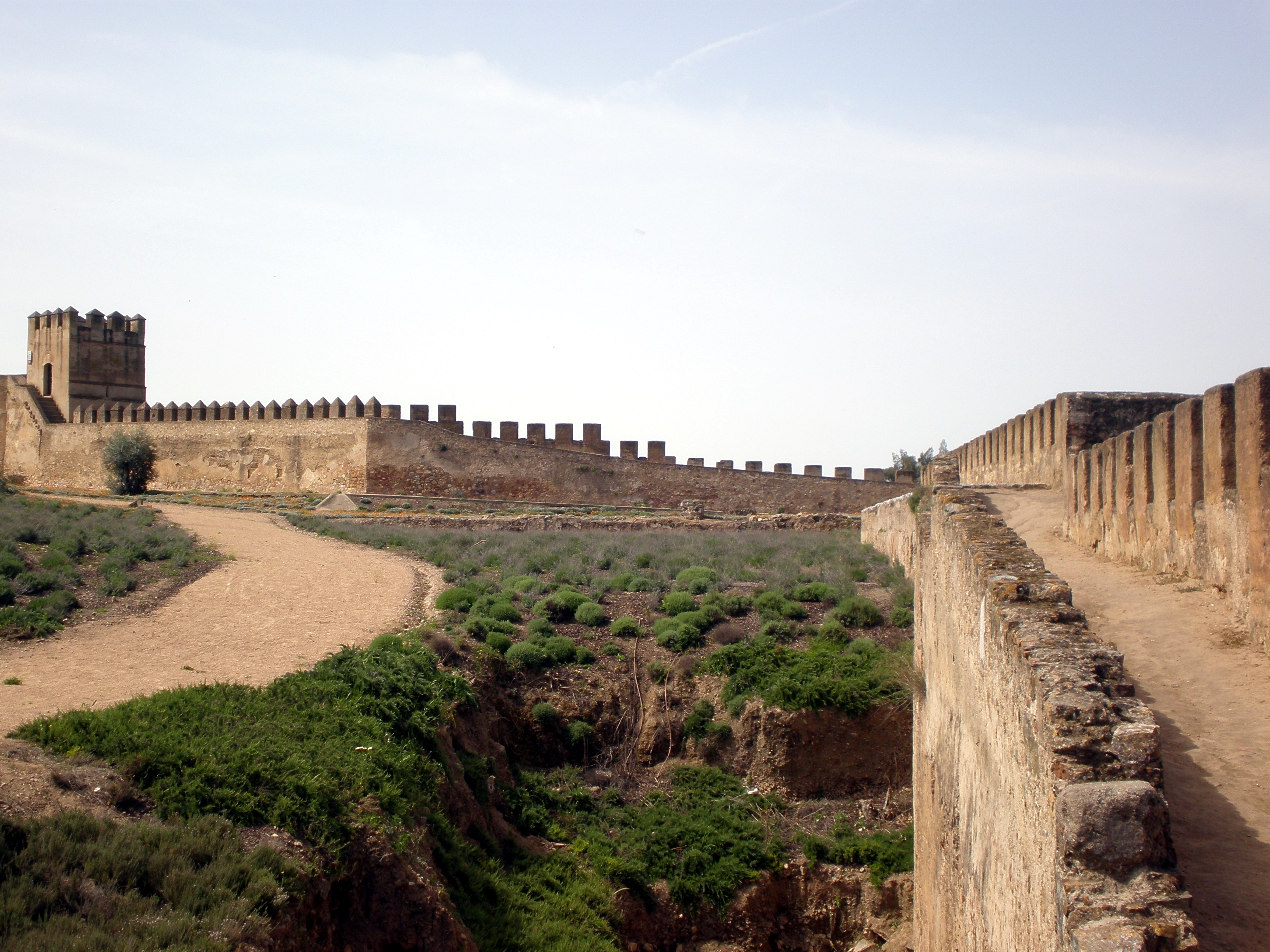
Vista do interior da alcáçova de Badajoz

Quando Afonso IV, que contiuva a cercar Badajoz, foi informado da derrota das tropas portuguesas em Villanueva de Barcarrota, ficou muito pesaroso, pois essa derrota somava-se às dificuldades para conquistar Badajoz, que estava bem defendida por cavaleiros experientes na guerra, ao contrário dos cavaleiros portugueses que não tinham experiência de combate. Além disso, o rei português recebeu mensagens que o informaram que Pedro Fernandes de Castro se aproximava com as suas tropas para socorrer os sitiados, o mesmo acontecendo com as mesnadas do concelho de Córdova e que em Villanueva de Barcarrota permaneciam as tropas vitoriosas.
Receando a quantidade de forças inimigas que se aproximavam, Afonso IV resolveu levantar o assédio e voltar a Portugal. Durante o seu regresso, o rei português atacou as terras da Ordem de Alcântara, sendo perseguido durante o trajeto pelas milícias daquela ordem, as quais não chegaram a confrontar as tropas portuguesas diretamente, um facto pelo qual o mestre da ordem, Rui Peres Maldonado, seria depois criticado, conforme relato da “Crónica de Alcântara”.